# Sozialisation durch Massenkommunikation
Sozialisation durch Massenkommunikation ist das 1971 veröffentlichte Werk des Kommunikationswissenschaftlers Franz Ronneberger über Public Relations. Es wird von vielen Menschen aus diesem Bereich als Schlüsselwerk betrachtet.
Auf dem Weg hin zu Ronnerbergers „Theorie der Public Relations“ kann als erste wichtige Station das Werk „Sozialisation durch Massenkommunikation“ gesehen werden, weil es die Sicht frei gibt auf Definitionen der Massenkommunikation und gesellschaftliche Prozesse, wie sie von Franz Ronneberger definiert und beobachtet wurden.

## Inhalt

### Wirkung von Massenkommunikation
Mit der Frage nach den Sozialisationsmöglichkeiten durch Massenkommunikation wird in erster Linie der als Wirkung der Massenmedien bezeichnete Bereich der Kommunikationswissenschaft angesprochen. In diesem Zusammenhang stellt Ronneberger fest, dass die Wirkung von Massenmedien zwar systematisiert werden und allgemeine Wirkungen voneinander unterscheidbar gemacht werden können, jedoch es ungewiss ist, ob man dabei die „spezifischen Bedingungen der Massenkommunikation, die Intentionen der Kommunikatoren, die Situationen und soziokulturellen Determinationen der Rezipienten und am Ende kausal nachweisbare Veränderungen beim Rezipienten in den Griff bekommt, […] “ 
Jegliche Art von Information hat eine Wirkung auf den Rezipienten, egal welcher der Ursprung ist. Dieser Grundsatz ist nach Ronneberger auch auf die Massenmedien anzuwenden, denn auch die Information der Massenmedien und der Public Relations (PR) vervollständigt oder korrigiert das eigene Wissen über bestimmte Sachverhalte bzw. stellt das Verhalten der Rezipienten darauf ein. An dieser Stelle zieht Ronneberger auch Querverweise zu der Werbewirkung und dem Prozess der vielfältigen Meinungsbildung, wo ebenfalls Einstellungen, sozial- und kulturkritische Anschauungen oder positive Erwartungen und Hoffnungen eine Rolle bei der Wirkung von Kommunikation bilden.
Kommunikatoren bezwecken mit ihrer Kommunikation von Natur her bestimmte Wirkungen, was auch im Grundsatz der Kommunikation so hinterlegt ist: Wer sagt was wie zu wem mit welchem Effekt? Auch Ronneberger akzeptiert dies in gewisser Weise, jedoch stellt er auch in Frage, ob die „Ergebnisse und Erkenntnisse im Bereich der interpersonellen Kommunikation auf die weitaus komplexeren Verhältnisse von Massenkommunikation ohne weiteres übertragen […]“  werden können.

### Grundlegende Einsichten zur Massenkommunikation
Massenkommunikation in ihrer speziellen Ausprägung der publizistischen Kommunikation hat es laut Ronneberger mit aktuellen und zeitgenössischen Themen und Problemen zu tun. Nicht nur typische Inhalte werden dabei vermittelt, sondern vielmehr konstatiert Ronneberger, dass dabei alle am Massenkommunikationsprozess beteiligten Rollenträger in besonderem Maße den Einflüssen und Zwängen der im jeweiligen Zeitpunkt des Kommunikationsaktes in der sozial-kulturellen Umwelt geltenden Tendenzen, Leitbildern bis hin zu gewissen Modeströmungen unterliegen.
Schon in dieser frühen Publikation wird eine Tendenz deutlich, die auch später in der Theorie des PR von großer Bedeutung sein wird: Öffentlichkeit und PR-Schaffende sind in gegenseitigem Wechselspiel und voneinander abhängig, bzw. sie beeinflussen und befruchten sich wechselseitig. Keiner der beiden Beteiligten kann völlig ohne den anderen gedeihen, nur durch den Informationsaustausch und einen Minimalkonsens durch Angleichung der Interessen ist erfolgreiche PR-Arbeit und Information der Gesellschaft möglich. Diese Schaffung und Findung eines Minimalkonsens findet auch bei Carl Hundhausen ebenso wie bei Edward Bernays als „engineering of consent“, der Herbeiführung von Konsens und damit Übereinstimmungen ihren Ausdruck.
Von öffentlichen Kommunikationsmedien gehen für jedermann unmittelbar zu beobachtenden Aufschaukelungs- und Verstärkungseffekte zeitgenössischer Strömungen aus, die sich umso nachhaltiger und stärker ausprägen, desto mehr man auf öffentliche Kommunikation angewiesen ist. Je weniger also soziale Bedürfnisse durch direkte persönliche Kontakte befriedigt werden können, desto schwereres Gewicht erhält die Massenkommunikation und desto besser können öffentliche Kommunikationsmedien oder PR darauf eingehen und diese thematisieren.

### Bedingungen für Organisationen und publizistische Tätigkeit
Die Bedingungen, unter denen in den Organisationen der Massenmedien publizistische Aussagen produziert werden, wirken sich nicht nur auf die technische Herstellung aus, sondern vielmehr auch auf die publizistische und künstlerische Tätigkeit. Ronneberger geht davon aus, dass der Rahmen für die Tätigkeit zeitlich und räumlich streng vorgeschrieben ist und dann sich das „Was“ und „Wie“ der Aussagen nach den Regeln und Gesetzen der Technik und Arbeitsteilung bestimmen, sich so neue Möglichkeiten auftun aber auch Grenzen gesetzt werden.

### Die Systematik von Massenkommunikation und politischer Öffentlichkeit
Geht man davon aus, dass mit dem Entstehen regelmäßig erscheinender und allgemein verfügbarer Massenmedien eine Schwelle der gesellschaftlichen Kommunikation überschritten wurde, so entwickelte sich im Laufe der Zeit eine differenzierte und verdichtete Kommunikationsform, die nach Ronneberger den Charakter einer sozialen Institution annahm. Massenkommunikation ist aus heutigem gesellschaftlichem Dasein nicht mehr wegzudenken, es haben sich eigene Strukturen, spezifische Rollen und ein gewisses Selbstverständnis und Sozialbewusstsein entwickelt, ebenso wie auch die Gesellschaft bestimmte Erwartungen an die an Massenkommunikation Beteiligten stellt, welche ihrerseits wiederum auf bestimmte Bedürfnisse zurückgehen.
Ein besonderes Verhältnis unterstellt Ronneberger dabei dem Massenkommunikations-System gegenüber dem politischen System, denn vornehmlich waren es politische Interessen, Wünsche und Erwartungen, die sich zum Zeitalter der Aufklärung und in der bürgerlichen Gesellschaft an die Wirksamkeit der Presse knüpften. Besonders heute hat die Massenkommunikation und damit auch die PR einen entscheidenden Teil daran, dass freiheitlich-demokratische politische Systeme in Gesellschaften entstehen und erhalten werden, in denen Menschen in Freiheit und Frieden in Sicherheit und gemeinsamer sozialer Verantwortung zusammen leben können, wie es kein anderes Subsystem erbringen könnte. Die Annahme dabei: Politische Öffentlichkeit wird nicht mehr als eine diskutierende Öffentlichkeit von Einzelnen betrachtet, wie früher auf Märkten und öffentlichen Plätzen geschehen, wo sich eine direkte und spontane Öffentlichkeit ereignen konnte, sondern sie bedarf vielmehr der institutionellen Pflege.
Unabhängig davon konstatiert Ronneberger, dass das System Massenkommunikation eine öffentliche Aufgaben habe, nämlich soziale Belange aufzugreifen, bewusst zu machen und zu artikulieren, an kompetente Stellen der Gesellschaft weiterzuleiten und im politischen System getroffene Entscheidungen zu veröffentlichen und kritisch zu betrachten. So erfüllt die Massenkommunikation zumindest auf dem politischen Feld ähnliche Aufgaben, wie sie früher die politische Öffentlichkeit diskutiert und kritisiert hätte. Diese öffentliche Diskussion und kritische Betrachtung findet sich auch bei Bernays wieder und kann als Schaffung eines „öffentlichen Gewissens“  als Aufgabe von Public Relations verstanden werden. Darüber hinaus stellt Ronnebergers schon 1971 fest, dass Massenkommunikation und Kommunikation an bestimmte Interessensgruppen das wiedergebe, was in der Gesellschaft als Meinung und Leitbilder bereits vorhanden sei, jedoch zuvor ausgewählt und bearbeitet werde.
Ausgehend von den vorangegangenen Theorien, können sich politisch Führende und Herrschende nicht mehr alleine auf die Amtsautorität verlassen, sondern müssen ihre Sache öffentlich mit guten Argumenten vertreten und sich auch Kritik und Kontrolle gefallen lassen. Auch so ist das System von Massenkommunikation wie kein anderes in der Lage, auf Herausforderungen zu reagieren und gewonnene Impulse aus den Umwelten aufzunehmen, zu verarbeiten und zu diskutieren, und wieder abzugeben.
Die in „Sozialisation durch Massenkommunikation“ aufgegriffenen Einsichten und Theorien zur Massenkommunikation sowie zu den mit der Gesellschaft und Öffentlichkeit auftretenden Wechselbeziehungen bilden eine wichtige Grundlage, auf der Ronneberger auch später seine Theorie zur politisch-gesellschaftlichen PR begründet. Einige entscheidende Ansätze haben hier ihren zentralen Ursprung und werden auch in späteren Publikationen weiter ausgearbeitet.

### Theoriebegriff in der PR
Nach Hazleton und Botan besitzen PR-Theorien vier grundlegende Eigenschaften: 
1. In erster Linie haben sie eine deskriptive Funktion: Sie stellen eine Sprache zur Verfügung, um PR analysieren zu können.
2. Theorien können erklären, weshalb PR existiert und haben damit eine erklärende Funktion.
3. Theorien erlauben darüber hinaus Prognosen und ermöglichen Kontrolle, sie haben also systematischen und zielgerichtete Einflussnahme (prognostische Funktion).
4. Schließlich besitzen Theorien der PR auch eine heuristische Funktion, in dem Sinne, dass sie forschungsleitend wirken und eine weitere Theoriebildung anregen können.